# HD109306
HD109306 — хімічно пекулярна зоря спектрального класу F2, що має видиму зоряну величину в смузі V приблизно  8,6.
Вона  розташована на відстані близько 517,7 світлових років від Сонця.